# Lapara bombycoides
Espèce
L'espèce Lapara bombycoide regroupe des insectes lépidoptères (papillons) de la famille des Sphingidae, de la sous-famille des Sphinginae et de la tribu des Sphingini. C'est l'espèce type pour le genre. 

## Description
L'envergure des ailes varie de 45 à 60 mm. L'espèce est relativement variable. La face dorsale de l'aile antérieure est plus sombre que celle de Lapara coniferarum et les lignes antemédianes sont plus distinctes. La face dorsale de l'aile postérieure est de couleur brunâtre uniforme et sans marquage.

## Répartition et habitat
Répartition
L'espèce est connue dans le sud du Canada (Manitoba, Ontario, Québec, Nouveau-Brunswick, Nouvelle-Écosse et l'Île-du-Prince-Édouard), ainsi que dans le nord-est de l'Alberta et le centre de la Saskatchewan. Dans la moitié orientale des États-Unis, elle se trouve de l'extrême nord-est du Dakota du Nord,  Minnesota, Wisconsin, Michigan, Pennsylvanie et New York, au nord dans le  Connecticut, le Massachusetts, Rhode Island, le Vermont, le New Hampshire et le Maine et le sud dans les montagnes des Appalaches du New Jersey à l'ouest de la Caroline du Nord, avec des plages dispersées aussi loin au sud que la Floride.
Habitat
Dans les forêts de conifères et les forêts de conifères mixtes.

## Biologie
Les adultes volent de la mi-Juin à mi-Juillet au Canada.
Les chenilles se nourrissent sur diverses espèces de pins, dont Pinus resinosa, Pinus rigida et Pinus sylvestris ainsi que Larix laricina.

## Systématique
- L'espèce a été décrite par l'entomologiste britannique Francis Walker en 1856.
- La localité type est le Canada.

### Synonymie
- Ellema harrisi Clemens, 1859[1]
- Ellema pineum Lintner, 1872